# Armand de Clarmont
Armand (Arimandus) apareix esmentat com a vescomte d'Alvèrnia o de Clarmont, sota l'autoritat dels comtes Bernat I (846-868), Gerard II i Guillem el Pietós (duc d'Aquitània i comte d'Alvèrnia el 886, mort el 916). Va fer donacions a l'església de Brioude el 895 i 898.
Fou el pare de Robert I, d'Astorgi, d'Armand II i de Matfred, tots esmentats com a vescomtes d'Alvèrnia en una carta de l'església de Brioude datada el 962.